# Stefano Lolli
Stefano Lolli (Bologna, 1665 circa – post 1714) è stato un architetto italiano.
Esperto di architettura teatrale e scenotecnica, fu al servizio dei Farnese almeno dal 1682 fino al 1714.
Compì le sue opere principali a Parma: 
- Teatrino di corte - costruito nel 1687-1690 a fianco del teatro Farnese, era riservato ai nobili per le rappresentazioni teatrali di corte; quasi interamente in legno, fu demolito nel 1822 per far posto a un'ala della Galleria Nazionale.
- Cupola della chiesa della Santissima Trinità dei Rossi (attualmente chiesa di Santa Teresa del Bambin Gesù) e ampliamento dell'annesso oratorio dei Rossi.
- Catafalco per le esequie di Ranuccio II Farnese, nella Basilica della Steccata (1695).

Dal 1714 fu al servizio della Corte di Spagna.     